# 모하메드 아유브 페르자니
모하메드 아유브 페르자니(아랍어: محمد أيوب الفرجاني, 프랑스어: Mohamed Ayoub Ferjani 1986년 7월 27일 ~ )은 튀니지의 펜싱 에페, 플뢰레 선수이다.

## 여담
모하메드 아유브 페르자니의 형은 파레스 페르자니이다. 그 역시 펜싱선수이다.